# الحركة من أجل وحدة الشيوعيين
الحركة من أجل وحدة الشيوعيين (بالبرتغالية: Movimento pela Unidade dos Comunistas) كانت مجموعة منشقة عن الحزب الشيوعي البرازيلي. انفصلت الحركة عن الحزب في 19 أبريل 2005، بعد خروج الحزب من حكومة لولا. في 15 مايو من العام نفسه، قرر 53 عضوًا من الحركة الاندماج في الحزب الشيوعي للبرازيل.
كان المنسقون الوطنيون للحركة هم دانيال فييرا سيباستياني وبرونو باربوسا وتشارلز سانتوس مارتينز.

## روابط خارجية
- مقال حول الحركة في Vermelho